# 張似良
張似良，字元忠，號岷岫，四川叙州府富顺县人。明朝政治人物、進士出身。

## 生平
萬曆十六年（1588年）戊子科四川鄉試舉人，十七年（1589年）己丑科進士，工部觀政，十八年二月授中书舍人，二十一年选授户部员外郎，二十四年升郎中，二十五年官至嘉兴府知府，卒于官。

## 家族
曾祖張應龍。祖父张我兮，生员。父张绅，以子似良封户部员外郎。